# Route I/66 (Slovaquie)
Pour les articles homonymes, voir I66 et Route 66 (homonymie).
La I/66 (en slovaque : cesta I. triedy 66) est une route slovaque de première catégorie reliant la frontière hongroise à la I/67. Elle mesure 168,6 km.

## Tracé
- Hongrie 2
- Région de Nitra
  - Šahy
  - Hrkovce
  - Horné Semerovce
  - Hokovce
- Région de Banská Bystrica
  - Dudince
  - Terany
  - Hontianske Tesáre
  - Hontianske Nemce
  - Devičie
  - Krupina
  - Babiná
  - Dobrá Niva
  - Zvolen
  - Kováčová
  - Banská Bystrica
  - Podbrezová
  - Brezno
  - Beňuš
  - Polomka
  - Závadka nad Hronom
  - Heľpa
  - Vaľkovňa
  - Telgárt
- Région de Prešov